# Liste der Wappen in Sachsen
Diese Liste mit ihren Unterlisten, die über die Navigationsleiste unten erreichbar sind, beinhaltet – geordnet nach der Verwaltungsgliederung – die in der Wikipedia gezeigten Wappen des Landes Sachsen. Das Land Sachsen ist in zehn Landkreise und drei kreisfreie Städte unterteilt.

## Wappen des Freistaates Sachsen
Das Wappen geht auf das ehemalige Königreich Sachsen zurück. Der Ursprung der Wappengestalt leitet sich jedoch von der anhaltischen Linie des Geschlechts der Askanier her. Deren Wappenschild war neunmal von Schwarz und Gold geteilt. Obwohl der Schild bereits im 12. Jahrhundert auftauchte, wurde der grüne Rautenkranz erst um 1150 aufgelegt. Er steht für den Verzicht des askanischen Hauses Sachsen-Wittenberg auf sein Stammland in Sachsen-Lauenburg und verdankt seine Form dem gotischen Baustil. Als die männliche Linie der Askanier ausstarb, übernahmen die Markgrafen zu Meißen die Kurwürde und das Wappen.
Verschiedene andere Herrschaften und Territorien verwenden ähnliche Wappen, die in der Anzahl und Reihenfolge der schwarz-goldenen Streifen variieren oder den grünen Rautenkranz gerade oder gebogen führen.
Siehe auch: Wappen des Freistaats Sachsen, Wappen Liechtensteins, Wappen Sachsen-Anhalts

Landeswappen Sachsen (Artikel)

- Landeswappen
Sachsen[1]
 (Artikel)

## Wappen der Landkreise des Freistaates Sachsen

Bautzen
Erzgebirgskreis
Görlitz
Leipzig
Meißen
Mittelsachsen
Nordsachsen
Sächsische Schweiz-Osterzgebirge
Vogtlandkreis Wappendetails
Zwickau

## Wappen der kreisfreien Städte des Freistaates Sachsen

Chemnitz[2]
Wappen Dresdens[3]
Leipzig[4]

## Ehemalige Landkreise und historische Wappen

### Wappen der 2008 aufgelösten Landkreise

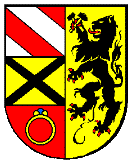
Annaberg
Aue-Schwarzenberg
Bautzen[5]
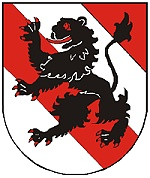
Chemnitzer Land
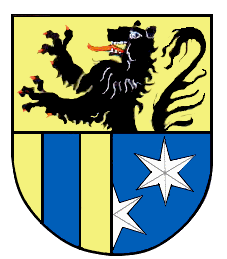
Delitzsch
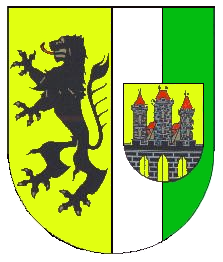
Döbeln
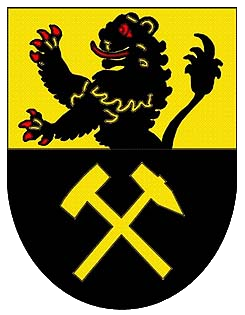
Freiberg
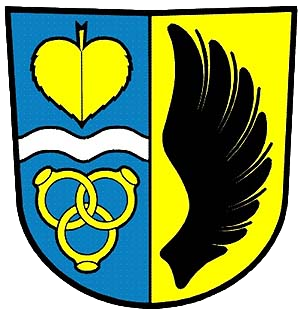
Kamenz
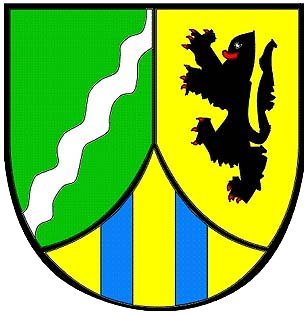
Leipziger Land
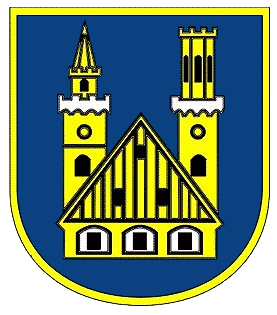
Löbau-Zittau
Meißen
Mittlerer Erzgebirgskreis
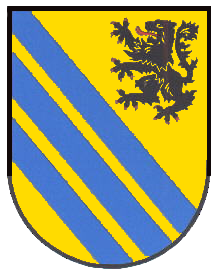
Mittweida
Muldentalkreis[12]
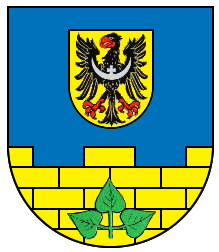
Niederschlesischer Oberlausitzkreis
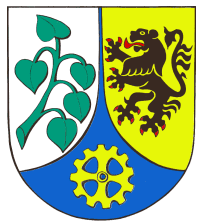
Riesa-Großenhain
Sächsische Schweiz
Stollberg
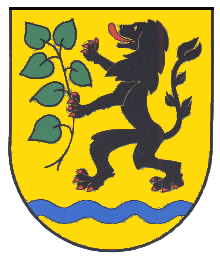
Torgau-Oschatz
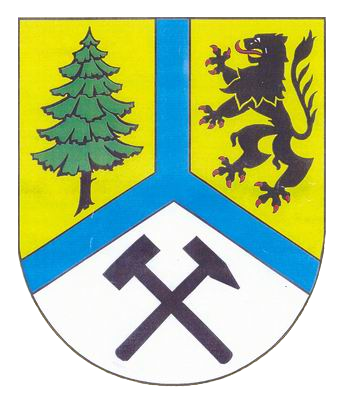
Weißeritzkreis
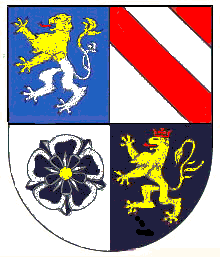
Zwickauer Land

### Wappen der bis 2008 kreisfreien Städte

Görlitz
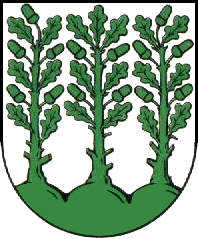
Hoyerswerda
Plauen
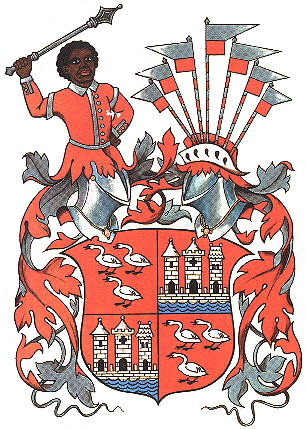
Zwickau

### Wappen der 1994–1996 aufgelösten Landkreise
Anmerkung: Die 1990–1994/1996 bestehenden Landkreise entsprechen den in der DDR geschaffenen Kreisen. Wappen führten diese (mit offiziellem Status) aber erst nach 1990. Die meisten Landkreise führten allerdings das Stadtwappen der Kreisstadt.

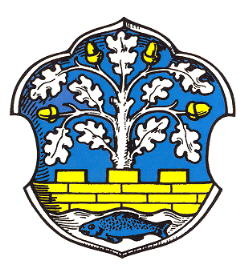
Kreis Hoyerswerda
Kreis Weißwasser

Liste unvollständig.

## Blasonierungen und Anmerkungen
1. ↑  Freistaat Sachsen: „Das Landeswappen zeigt im neunmal von Schwarz und Gold geteilten Feld einen schrägrechten grünen Rautenkranz.“
 (Art. 2 Abs. 3 der Verfassung des Freistaates Sachsen (Memento vom 31. Januar 2008 im Internet Archive) vom 27. Mai 1992)
2. ↑  Chemnitz: „Das ‚Große Wappen‘ der Stadt Chemnitz zeigt im gespaltenen Schild rechts in Gold zwei blaue Pfähle, links in Gold einen schwarzen, rot bewehrten Löwen. Über dem rot ausgeschlagenen Bügelhelm mit Medaillon und blausilbernen Decken zeigt es eine goldene Krone, daraus wachsend zwei mit Mundlöchern versehene silberne Büffelhörner, beide außen mit je fünf dreiblättrigen silbernen Lindenzweigen besteckt. Als ‚Kleines Wappen‘ wird nur der Schild verwendet.“
 (§ 4 Abs. 2 der Hauptsatzung der Stadt Chemnitz (Memento vom 27. September 2007 im Internet Archive))
3. ↑  Dresden: „Gespaltener goldener Schild; vorn ein schwarzer Löwe, hinten zwei schwarze Pfähle.“
4. ↑  Leipzig: „Gespalten: vorn in Gold rot gezungeter und bewehrter schwarzer Löwe; hinten in Gold zwei blaue Pfähle.“
 (§ 2 Abs. 1 der Hauptsatzung der Stadt Leipzig (Memento vom 16. Dezember 2004 im Internet Archive); PDF; 145 kB)
5. ↑  Landkreis Bautzen: „Geteilt von Blau über einer dreigezinnten goldenen Mauer mit schwarzen Mauerstrichen. Die Zinnenmauern bestehen aus fünf Ziegelschichten, einschließlich der Zinnen. Die 19 Ziegelsteine sind querformatig positioniert, wobei elf Ziegel angeschnitten abgebildet sind.“
 (Genehmigt am 14. Januar 1992 vom RP Dresden.)
6. ↑  Landkreis Chemnitzer Land: „Das Wappen des Landkreises zeigt im dreimal von Rot und Silber schräg rechts geteilten Schild einen rechts schreitenden, rotbewehrten und -bezungten schwarzen Löwen.“
 (§ 3 Abs. 2 der Hauptsatzung des Landkreises Chemnitzer Land (Seite nicht mehr abrufbar, festgestellt im April 2019. Suche in Webarchiven) vom 24. Oktober 2001, genehmigt am 12. Januar 1995 vom RP Chemnitz.)
7. ↑  Landkreis Döbeln: „Gespalten von Gold und Silber/Grün vorn ein schwarzer Meißner Löwe, hinten das Döbelner Stadtwappen.“
 (§ 1 Abs. 2 der Hauptsatzung des Landkreises Döbeln (Memento vom 29. September 2007 im Internet Archive), genehmigt am 31. August 1993 vom RP Leipzig.)
8. ↑  Landkreis Freiberg: „Geteilt, oben in Gold ein wachsender rotbewehrter und gezungeter schwarzer Löwe; unten in Schwarz zwei schräggekreuzte goldene Berghämmer.“
 (Internetseite des Landkreises, genehmigt am 10. September 1996 vom RP Chemnitz.)
9. ↑  Landkreis Kamenz: „Gespalten; vorn in Blau ein silberner Wellenbalken, darüber ein goldenes Lindenblatt, darunter drei 2:1 stehende miteinander verschränkte goldene Ringe; hinten in Gold schwarzer Adlerflug.“
 (Genehmigt am 16. Februar 1998 vom RP Dresden.)
10. ↑  Landkreis Leipziger Land: „Das Wappen des Landkreises Leipziger Land ist gespalten mit eingepfropfter Spitze, vorn in Grün ein schräglinker silberner Wellenbalken, hinten in Gold ein rot bewehrter und gezungter schwarzer Löwe, in der eingepfropften Spitze in Gold zwei blaue Pfähle.“
 (§ 2 Abs. 1 der Hauptsatzung des Landkreises Leipziger Land (Seite nicht mehr abrufbar, festgestellt im September 2019. Suche in Webarchiven), genehmigt am 1. September 1997 vom RP Leipzig.)
11. ↑  Landkreis Mittweida: „In Gold über drei blauen Schrägbalken ein schwarzer Löwe mit roter Zunge und Bewehrung.“
 (Internetseite des Landkreises, genehmigt am 17. November 1995.)
12. ↑  Muldentalkreis: „Wappenbeschreibung: Ein grünsilberner Göpel mit ausgebogenen Schräglinien vorn, hinten und unten begleitet von je einer grün besamten Blüte mit vier, in Form eines Kreuzes angeordneten, Blütenblättern.“
 (Internetseite des Landkreises, genehmigt am 10. März 1995)
13. ↑  Niederschlesischer Oberlausitzkreis: „In Blau über einer mit einem dreiblättrigen grünen Lindenzweig belegten goldenen Mauer mit drei Zinnen goldener Schild, worin ein rotbewehrter schwarzer Adler, belegt mit einem steigenden silbernen Halbmond, dessen Höhlung mit einem Kreuzchen besteckt ist.“
 (§ 3 Abs. 1 der Hauptsatzung des Niederschlesischen Oberlausitzkreises (Memento vom 19. Juli 2011 im Internet Archive), genehmigt am 21. Juli 1995 vom RP Dresden.)
14. ↑  Landkreis Zwickauer Land: „Der geviertete Wappenschild enthält folgende Symbole:
 – vorn oben in Blau ein in Gold und Silber geteilter, doppelt geschwänzter Löwe mit roter Zunge und roter Bewehrung (pleissenländischer Löwe)
 – hinten oben dreifach von Rot und Silber schrägrechts geteilt (Schönburgisches Wappen)
 – vorn unten in Silber golden besamte schwarze Rose (Wildenfelser Rose)
- hinten unten in Schwarz rotgekrönter goldener Löwe mit roter Zunge und roter Bewehrung (Vogtslöwe)“
 (§ 1 Abs. 1 der Wappensatzung des Landkreises Zwickauer Land (Memento vom 14. Juli 2007 im Internet Archive), genehmigt am 7. Februar 1995 vom RP Chemnitz.)